# Comuna Tolmin
Tolmin (Občina Tolmin) este o comună din Slovenia, cu o populație de 12.198 de locuitori (2002).

## Localități
Bača pri Modreju, Bača pri Podbrdu, Bukovski Vrh, Čadrg, Čiginj, Daber, Dolenja Trebuša, Dolgi Laz, Dolje, Drobočnik, Gabrje, Gorenja Trebuša, Gorenji Log, Gorski Vrh, Grahovo ob Bači, Grant, Grudnica, Hudajužna, Idrija pri Bači, Kal, Kamno, Kanalski Lom, Klavže, Kneške Ravne, Kneža, Koritnica, Kozaršče, Kozmerice, Kuk, Lisec, Ljubinj, Logaršče, Loje, Modrej, Modrejce, Most na Soči, Obloke, Pečine, Petrovo Brdo, Podbrdo, Podmelec, Polje, Poljubinj, Ponikve, Porezen, Postaja, Prapetno, Prapetno Brdo, Roče, Rut, Sela nad Podmelcem, Sela pri Volčah, Selce, Selišče, Slap ob Idrijci, Stopnik, Stržišče, Temljine, Tolmin, Tolminske Ravne, Tolminski Lom, Trtnik, Volarje, Volčanski Ruti, Volče, Zadlaz-Čadrg, Zadlaz-Žabče, Zakraj, Zatolmin, Znojile, Šentviška Gora, Žabče